# 皇沟酒
皇沟酒又称皇沟御酒，是河南永城出产的一种白酒。当地酿酒历史悠久，明仁宗时张皇后以故乡美酒进上，获圣宠被钦封“皇沟御酒”，着人驻永城督造，曾辉煌一时。皇沟酒乃以五粮酿成的纯粮酒，原以浓香型白酒为主，但2012年后迄今已转为兼香型白酒为主。